# ماسيمو موراليس
ماسيمو موراليس (بالإيطالية: Massimo Morales)‏ هو لاعب كرة قدم ومدرب كرة قدم إيطالي، ولد في 20 أبريل 1964 في كازيرتا في إيطاليا. لعب مع نادي كاسيرتانا.

## وصلات خارجية
- ماسيمو موراليس على موقع قاعدة بيانات كرة القدم.إي يو (الإنجليزية)
- ماسيمو موراليس على موقع عالم كرة القدم.نت (الإنجليزية)